# St. Cäcilia (Harsum)

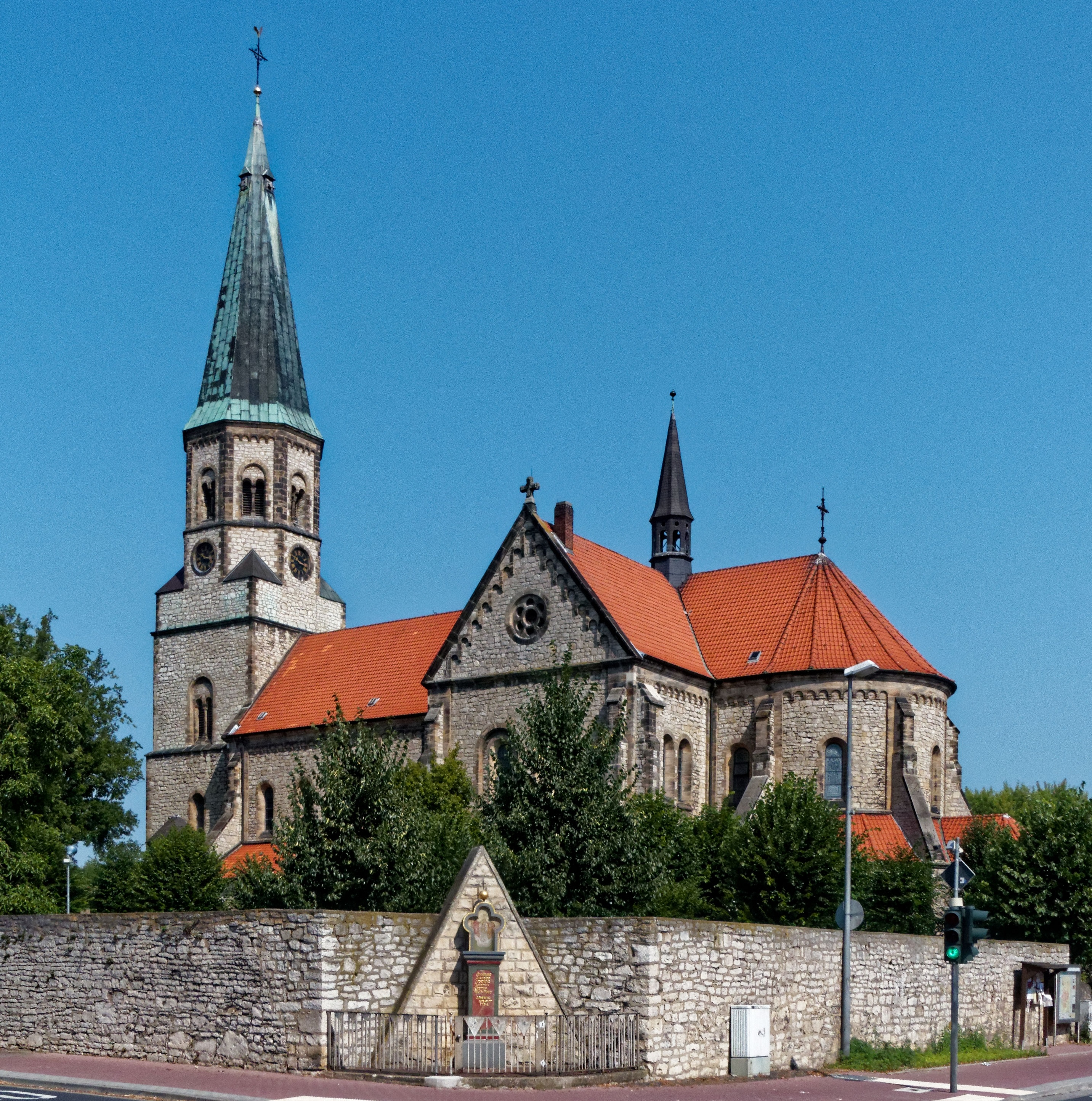
St. Cäcilia

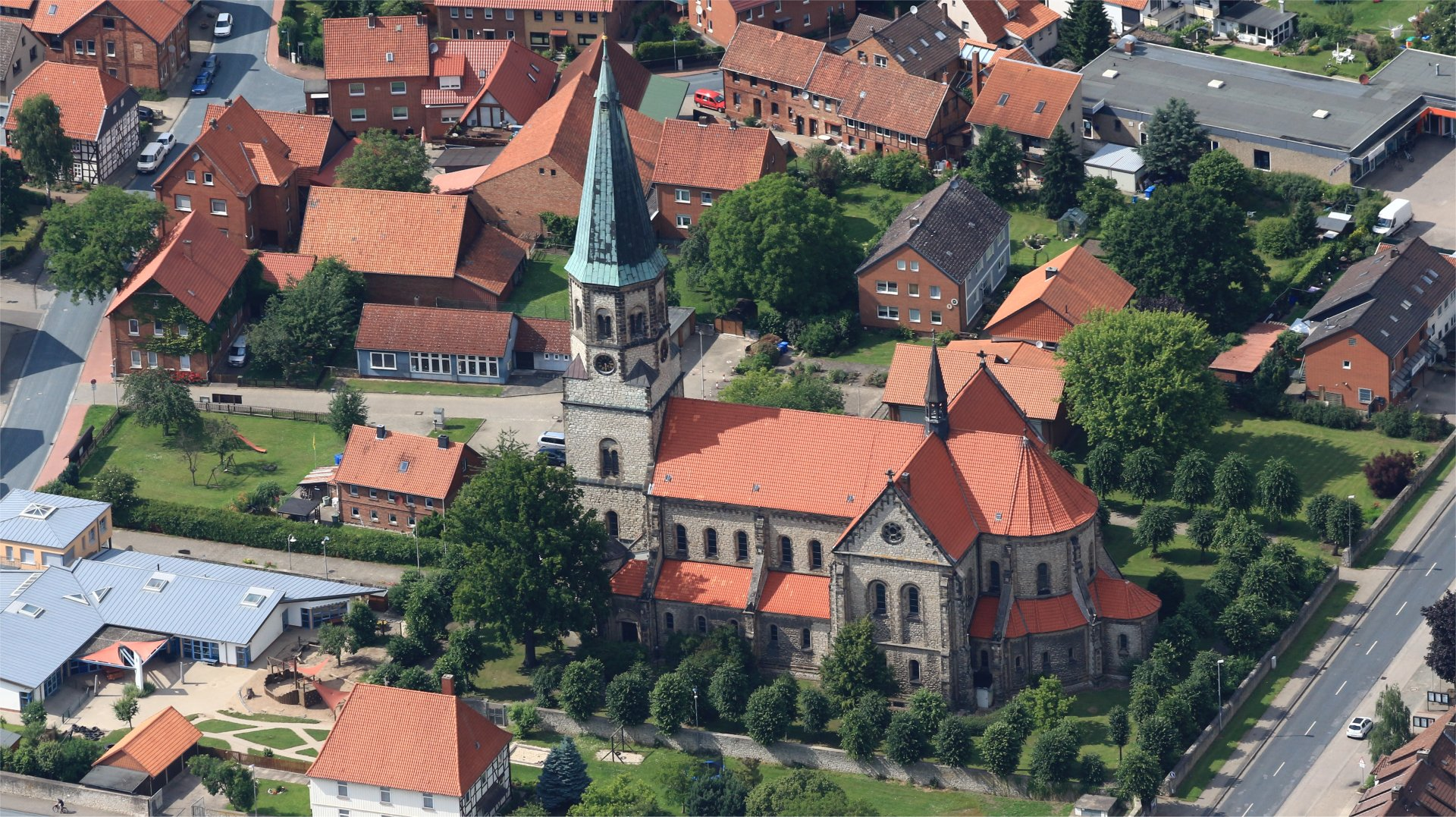
Luftbild

St. Cäcilia ist die katholische Pfarrkirche von Harsum im niedersächsischen Landkreis Hildesheim. Die neuromanische Basilika von 1886 ist durch ihr Ausmaß, ihre stilistische Geschlossenheit und die original erhaltene Ausstattung bedeutend. Im Flachland der Hildesheimer Börde ist sie weithin sichtbar und heißt im Volksmund auch Harsumer Dom. Ihre gleichnamige Pfarrgemeinde gehört zum Dekanat Borsum-Sarstedt im Bistum Hildesheim.

## Baubeschreibung
St. Cäcilia ist eine dreischiffige geostete Basilika auf kreuzförmigem Grundriss mit Querhaus und Chorumgang, in rund 80 Meter Höhe über dem Meeresspiegel gelegen. Der mächtige Turm im Westen hat zwei quadratische, darüber zwei achteckige Geschosse und eine hohe Kegelspitze. Über der Vierung steht ein schmaler Dachreiter. Das Äußere folgt ungewöhnlich treu dem Vorbild einer hochromanischen Kathedral- oder Stiftskirche.
Im Inneren finden sich neben dem figurenreichen gold-silbernen Hochaltar, der Kanzel mit Schnitzwerk und dem Radleuchter über dem Zelebrationsaltar eine reiche Ausmalung mit lateinischen Schriftbändern (Credo u. a.), neoromanischer Ornamentik und Erzählbildern im Nazarenerstil. Diese Ausmalung folgt einem theologischen Programm. Im linken Querhaus wird in sechs Szenen die Cäcilienlegende erzählt.

## Geschichte

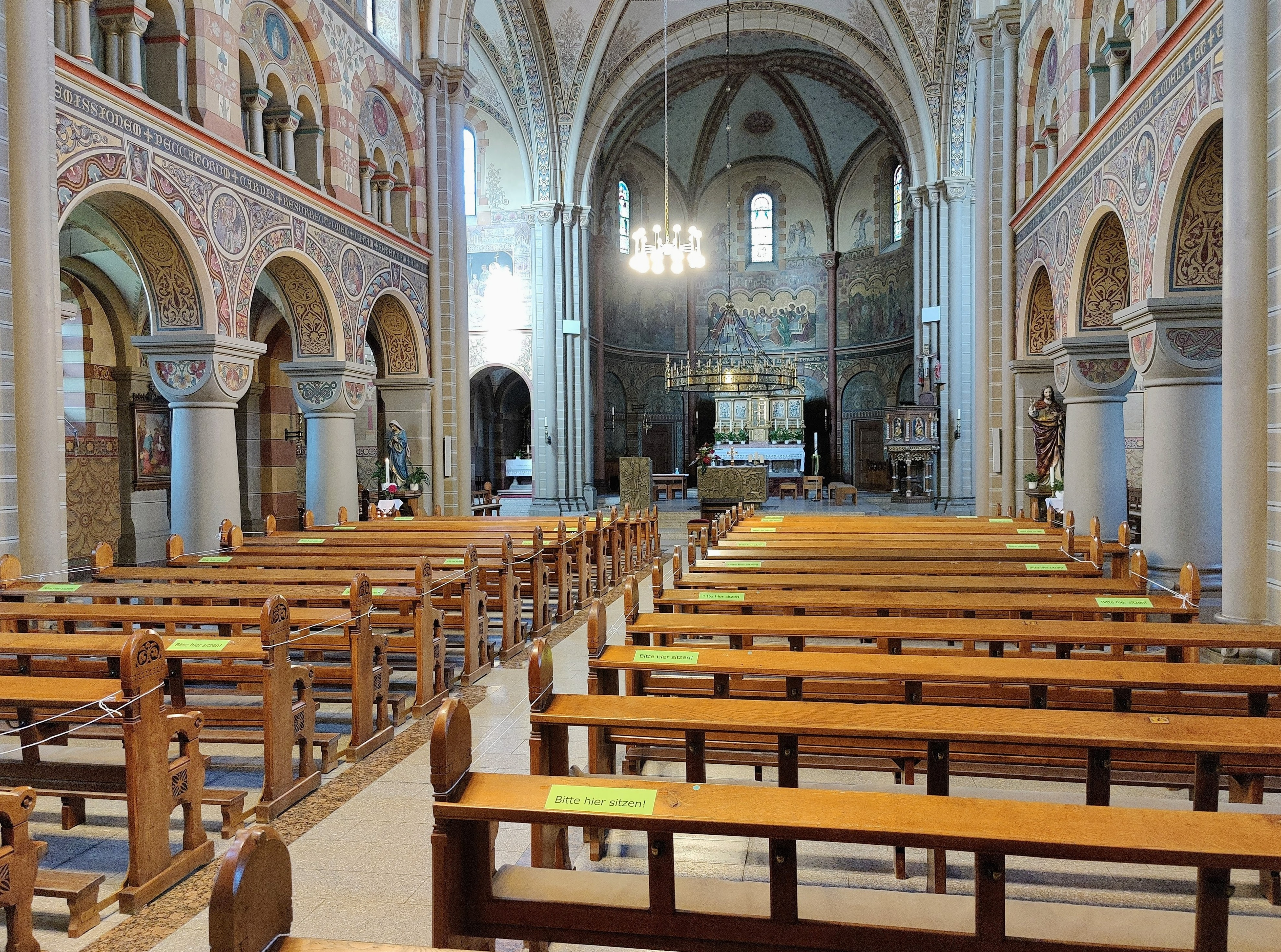
Innenansicht

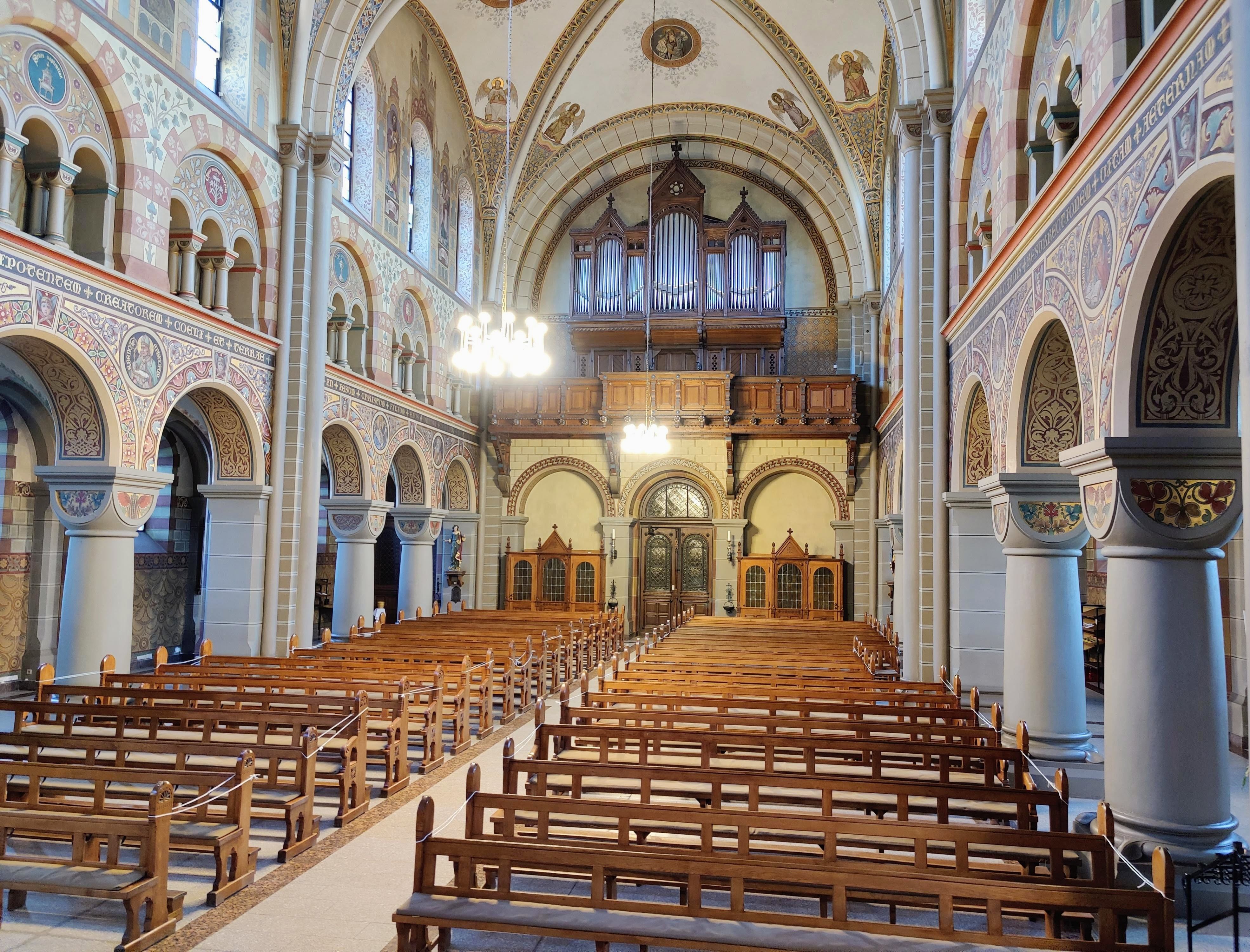
Blick zur Orgel

Über die früheste Harsumer Kirche ist nichts mehr bekannt. Das seltene Cäcilien-Patrozinium deutet auf ein hohes Alter und auf eine Verbindung zum ersten Hildesheimer Dombau, der seit 823 Cäcilien-Reliquien besaß und wo die Heilige seitdem als Nebenpatronin verehrt wurde. Von diesem Schatz dürfte bei der Gründung der Kirche ein kleiner Teil nach Harsum gekommen sein.
Auf den ersten Kirchbau, vermutlich aus Holz, folgten zwei Steinbauten. Ab 1732 entstand dann eine stattliche Barockkirche. Aus diesen Vorgängerkirchen sind einige wertvolle Messgewänder und liturgische Geräte erhalten.
In der Nacht zum 21. November 1883, einen Tag vor dem Patronatsfest, wurde die Kirche vom Blitz getroffen und brannte aus.
Wenige Wochen später nahmen Kirchenvorstand und Gemeinde die Bau- und Finanzierungspläne für eine neue große Kirche in Angriff. Im Sommer 1884 begannen – zunächst gegen den Willen des bischöflichen Generalvikariats, wo man das Unternehmen für überdimensioniert hielt – die Bauarbeiten. Als Architekt wurde Christoph Hehl aus Hannover berufen; Bauleiter war Eduard Endler. Am 24. Oktober 1886 kam Bischof Wilhelm Sommerwerck zur Kirchweihe.
Zehn Jahre später war die Schuldenlast so weit abgetragen, dass der Mainzer Kunstmaler Valentin Volk mit der aufwändigen Ausmalung der Kirche beauftragt werden konnte.
Seit dem 1. November 2014 gehören auch die Kirchen St. Catharina in Asel und St. Matthäus in Algermissen zur Pfarrei St. Cäcilia.

## Orgel
Die Orgel von 1886 gehört zu den bedeutendsten Werken der Firma August Schaper (Hildesheim). Sie hat zwei Manuale und Pedal und umfasst etwa 1.900 Pfeifen. Die Disposition lautet:
| I Hauptwerk C–  |       |
| Prinzipal       | 16′   |
| Bordun          | 16′   |
| Prinzipal       | 8′    |
| Bordun          | 8′    |
| Gemshorn        | 8′    |
| Gamba           | 8′    |
| Oktave          | 4′    |
| Rohrflöte       | 4′    |
| Sesquialtera II | 2 ⁄3′ |
| Oktave          | 2′    |
| Mixtur V        |       |
| Scharff III     | 1′    |
| Trompete        | 8′    |

| II Oberwerk C–   |     |
| Gedackt          | 16′ |
| Prinzipal        | 8′  |
| Gedackt          | 8′  |
| Salizional       | 8′  |
| Flaut harmonique | 8′  |
| Oktave           | 4′  |
| Flaut dolce      | 4′  |
| Waldflöte        | 2′  |
| Cornett          |     |

| Pedal C–  |        |
| Prinzipal | 16′    |
| Violon    | 16′    |
| Subbaß    | 16′    |
| Oktave    | 8′     |
| Bordun    | 8′     |
| Oktave    | 4′     |
| Quinte    | 5 1⁄3′ |
| Posaune   | 16′    |

Der Nachhall in St. Cäcilia beträgt 6–7 Sekunden. Diese Kathedralakustik kommt besonders der Darstellung romantischer Orgelliteratur entgegen.

## Innenansichten

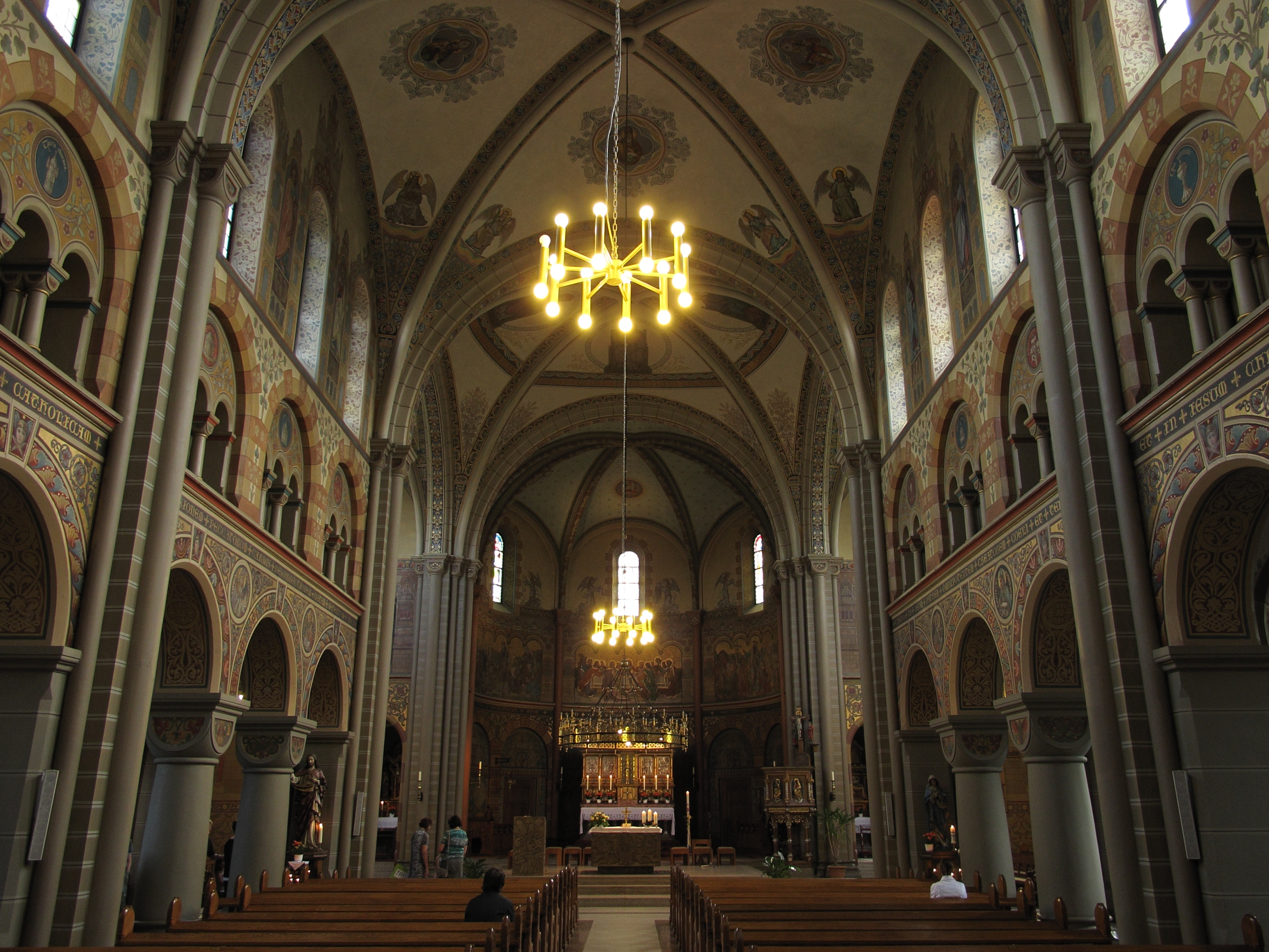
Kirchenschiff
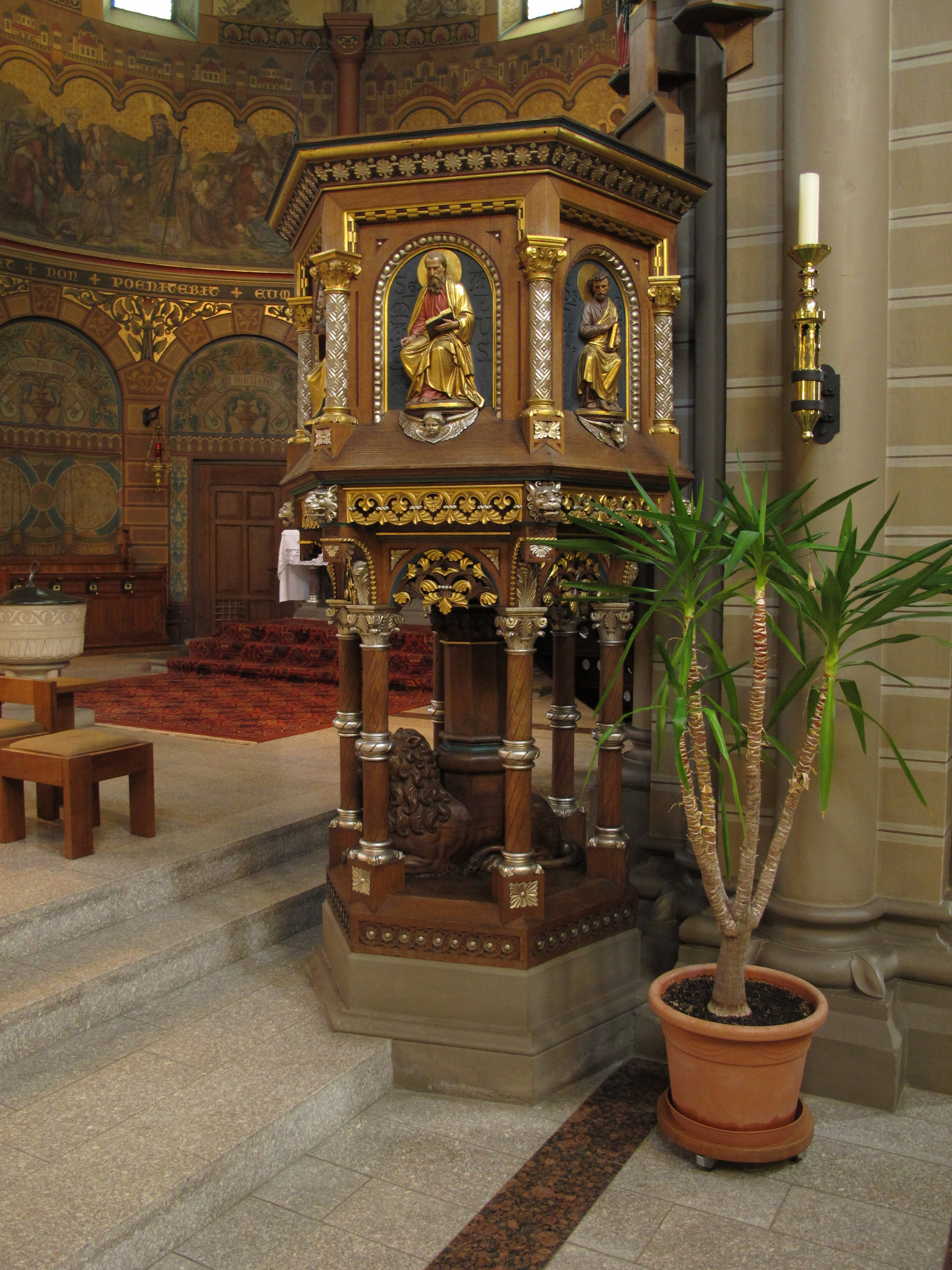
Kanzel
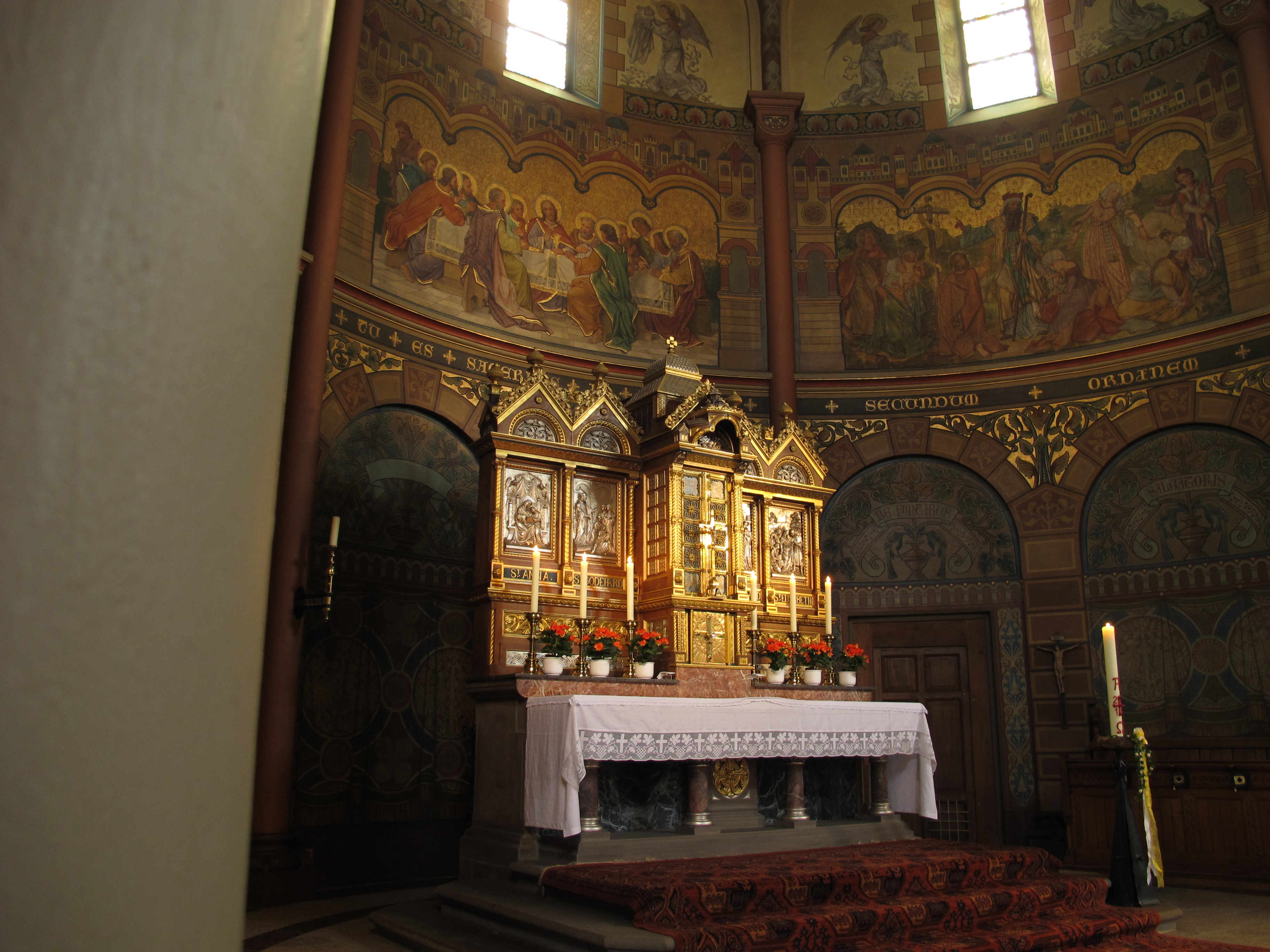
Tabernakel
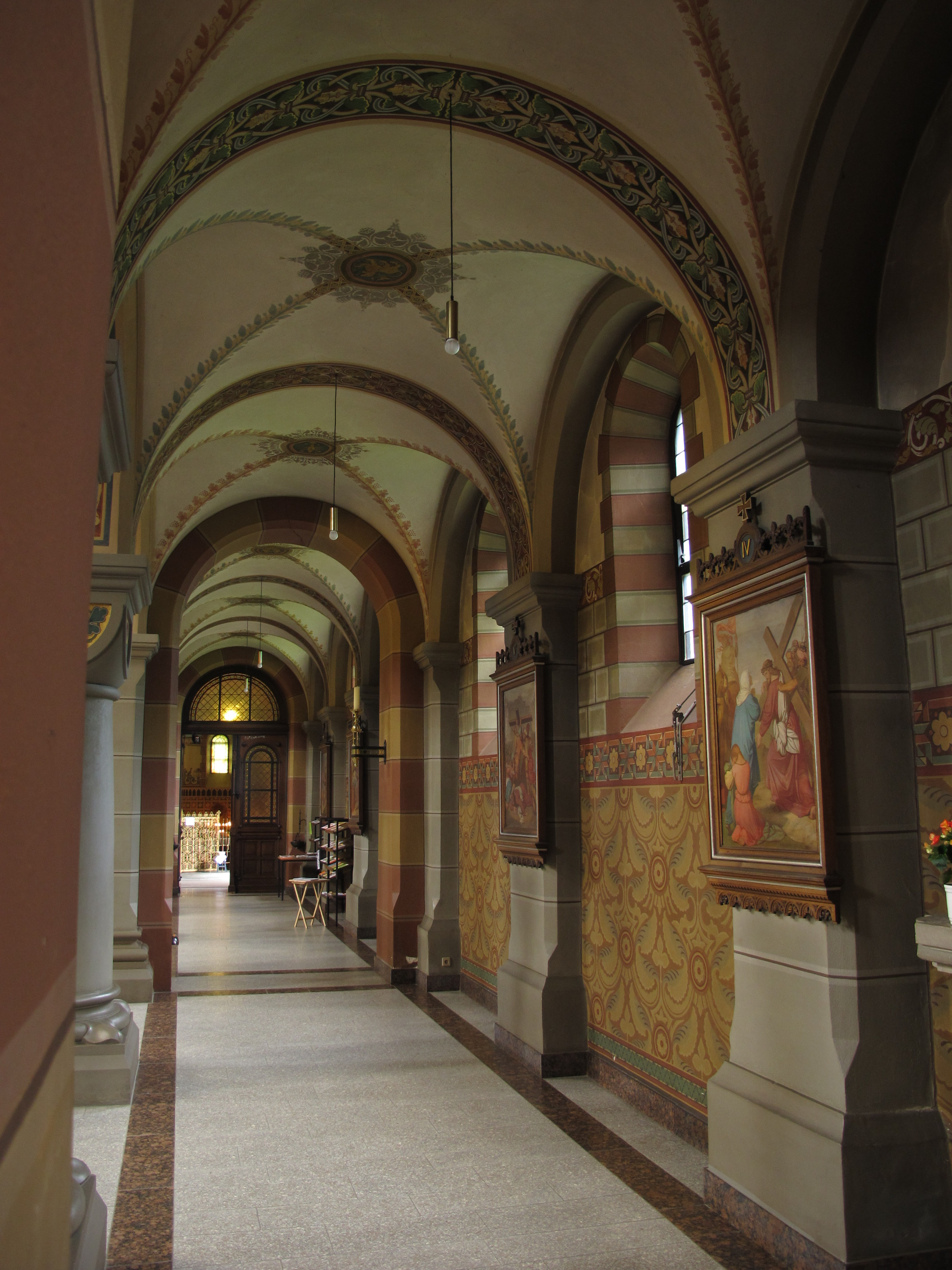
Seitenschiff
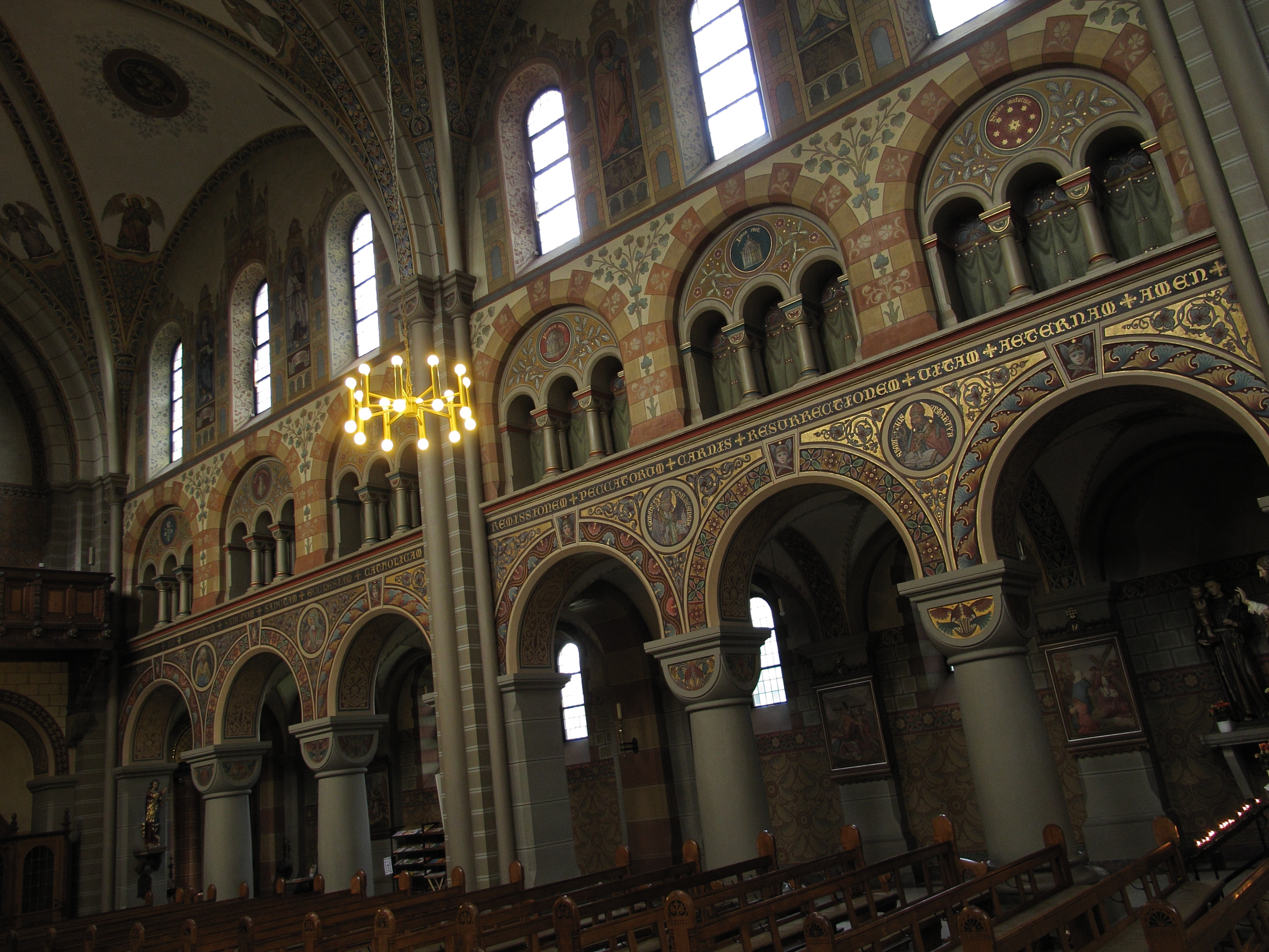
Nordwand